# Ã

Písmeno Ã

Ã (minuskule ã) je speciální znak latinky, který se nazývá A s vlnovkou (tildou). Tento znak se používá v portugalštině, vietnamštině, guaranštině, kašubštině, arumunštině a africkém jazyce taa (!Xóõ). Lze se s ním setkat také v abecedě IPA, kde označuje nosové A.

## Použití
- V portugalštině Ã označuje téměř otevřená střední samohláska (IPA: /ɐ̃/)
- V guaranštině, kašubštině a taa označuje Ã nosové A (IPA:/ã/)
- V arumunštině označuje Ã neurčitou samohlásku šva (IPA:/ə/)
- Ve vietnamštině Ã označuje A se stoupavým tónem

## Unicode
V Unicode mají písmena Ã a ã tyto kódy:
- Ã U+00C3

- ã U+00E3